# Heid
El Heid o pic Heid és una muntanya de 3.028 m d'altitud, amb una prominència de 30 m, que es troba al massís de la Múnia, als Alts Pirineus (França).